# Ursula Feyer
Ursula Feyer (geb. 24. März 1901 in Berlin-Sommerfeld; gest. 1989 in Berlin-Sommerfeld) war eine deutsche Linguistin und Phonetikerin.
Feyer studierte Indogermanistik bei Wilhelm Schulze. Später war sie Professorin für Phonetik am Institut für Lautforschung der Humboldt-Universität zu Berlin, dem späteren Institut für Phonetik, das sie nach dem Tod von Diedrich Westermann 1956 bis zum Bau der Berliner Mauer leitete und an dem sie auch danach bis zu ihrer Emeritierung tätig war, obwohl sie in Westberlin wohnte.
Von 1956 bis 1961 war sie Chefredakteurin der Zeitschrift für Phonetik und allgemeine Sprachwissenschaft.
Nach 1961 lehrte Feyer neben ihrer Beschäftigung an der Humboldt-Universität Phonetik und Afrikanistik an der Freien Universität.

## Veröffentlichungen (Auswahl)
- 1940 Die Mundart des Dorfes Baden (Kreis Verden) grammatisch und phonetisch dargestellt, mit einer quantitativen Analyse der Vokale